# Ilhéu dos Pássaros
Die Ilhéu dos Pássaros („Vogelinsel“;Kreol: Djeu) ist eine kleine unbewohnte Insel der Gruppe der Ilhas do Barlavento von Kap Verde. Sie liegt etwa 1,5 km nordnordwestlich vom Kap Ponta João Ribeiro vor der Küste der Insel São Vicente vor dem Naturhafen der Stadt Mindelo, Porto Grande. Die Insel ist der kleinste und einzige unbewohnte Teil der Stadt Mindelo.

## Geographie
Die Insel liegt bei 16,9097° N und 25.0113° W zwischen den kapverdischen Inseln São Vicente und Santo Antão. Von letzterer wird sie durch den Canal de São Vicente getrennt. Die Bucht von Mindelo ist eine vom Meerwasser aufgefüllte Vulkancaldera. Das Felseiland ist ein Teil des Kraterrandes der Caldera von Mindelo. Während der letzten Eiszeit waren die Inseln São Vicente, Santo Antão und Santa Luzia eine einzige Landmasse, die beim Abtauen des Eises teilweise überflutet wurde.
Die etwa 150 Meter lange und breite Ilhéu dos Pássaros hat eine Fläche von etwa 0,025 km², der höchste Punkt liegt bei 40 m. Es gibt kein Wasser und nur spärlichen Grasbewuchs. Auf dem höchsten Punkt steht der Leuchtturm Farol de D. Luís, der den Weg zum Hafen von Mindelo weist. Er ist über Treppen mit einem tiefer gelegenen Leuchtturmwärterhaus verbunden.

## Banknote

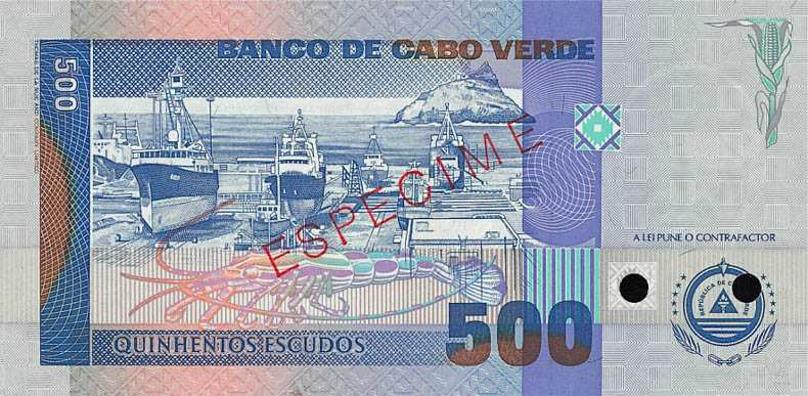
Die Bucht Porto Grande und die Ilhéu dos Passaros auf der Rückseite der ehemaligen 500-Escudo-Banknote

Die Insel ist auf der zwischen 1989 und 2000 herausgegebenen 500-Escudo-Banknote dargestellt.
Auf der  Vorderseite war bis 1992 Amílcar Cabral, danach Baltasar Lopes da Silva abgebildet.